# René Cornejo

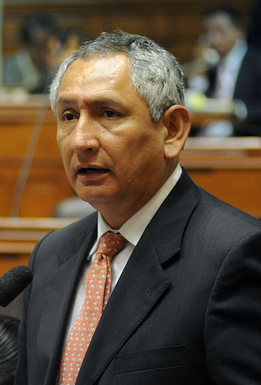
René Cornejo

René Cornejo (* 1962 in Arequipa) ist ein peruanischer Politiker. Er studierte an der Universidad Nacional de Ingeniería in Lima. Vom 24. Februar 2014 bis zum 22. Juli 2014 war er als Nachfolger von César Villanueva Premierminister von Peru. Zuvor war er Wohnungsminister. Seine Nachfolgerin wurde Ana Jara.